# 藤村益治郎
藤村 益治郎（ふじむら ますじろう、1903年 - 1996年）は、岩手県出身の庭師。
1932年（昭和7年）9月2日、盛岡地方裁判所が火災に遭った際には、裁判所の前に所在する天然記念物・石割桜を父の藤村治太郎と共に火の粉払いをして守った。石割桜は全焼を免れ、翌春には再び花を咲かせた。以降、益治郎は治太郎と共に石割桜の手入れを無料奉仕として行うようになり、現在も益治郎の子孫が経営する造園会社「豊香園」が手入れを続けている。
また、盛岡山車推進会の初代会長を務め、1972年度には盛岡市から市勢振興功労者として表彰されている。盛岡山車のさ組は、この努力を忘れず、益治郎の人形を1996年（平成8年）の山車の見返しに上げた。